# Argyle Goolsby

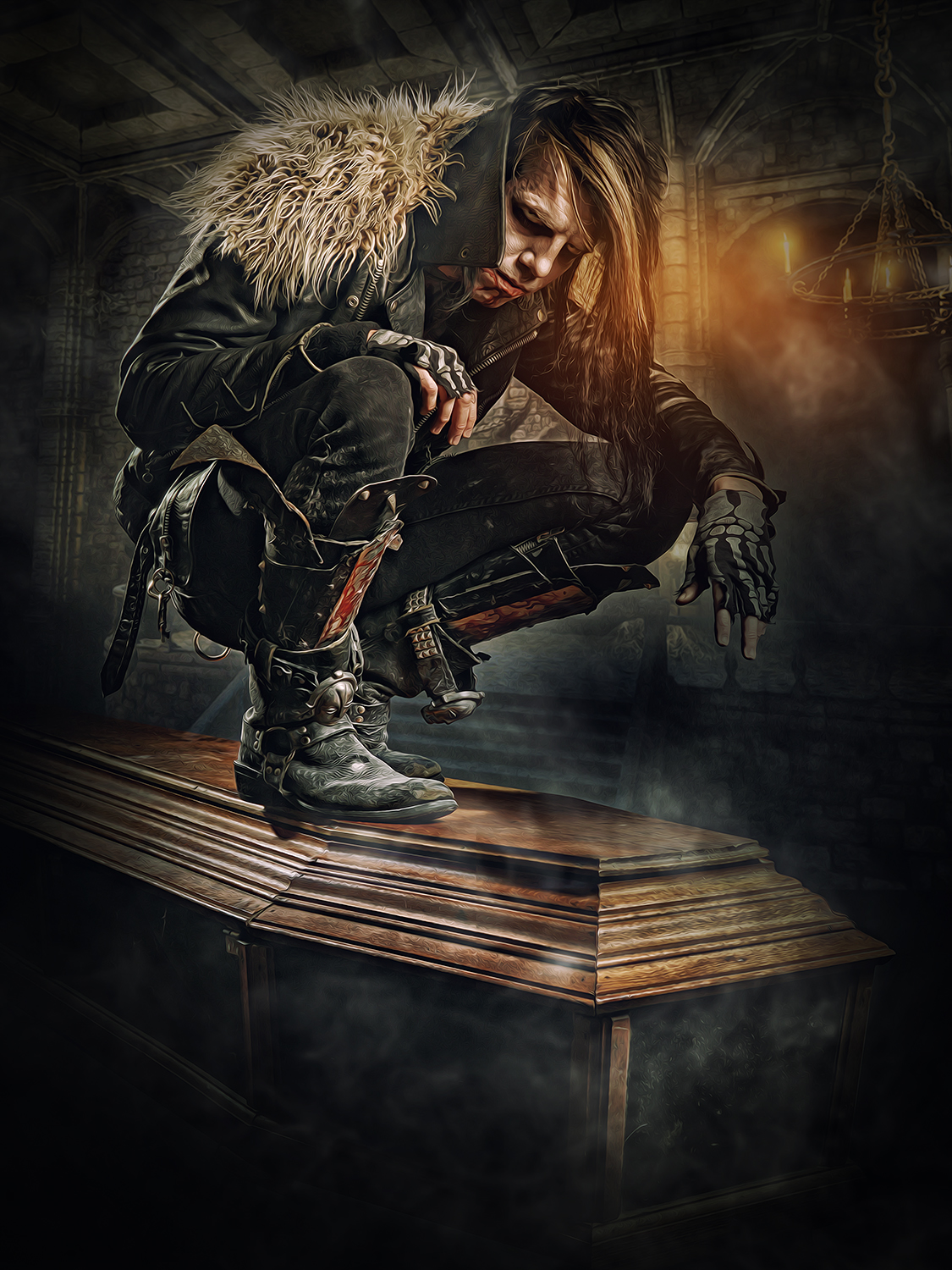
Argyle Goolsby (2015)

Argyle Goolsby (* 15. September 1979, bürgerlich Steve Matthews) ist ein US-amerikanischer Horrorpunk-Musiker und Tattookünstler. Als Sänger und Bassist der Band Blitzkid beeinflusste und prägte er nachhaltig das Genre mit. Nach eigenen Angaben wirkte er in zwei Dekaden bei 16 Alben und mehr als 200 veröffentlichten Liedern mit und spielte bis 2016 mehr als 700 Konzerte in 29 Ländern. Nach Blitzkid und dem Engagement in verschiedenen Folgebands ist er inzwischen mit Begleitband als Argyle Goolsby and The Roving Midnight aktiv.

## Karriere
Aus der Kleinstadt Bluefield in West Virginia stammend, gründete Steve Matthews 1997 mit dem Schulfreund Tracy Byrd die Band Blitzkid. Zunächst als reines Spaßprojekt gedacht, beeinflusst durch melodischen Punkrock à la Bad Religion, änderte sich die thematische und visuelle Richtung rasch Richtung Horror. Waren die Frühwerke noch stark geprägt vom Horrorpunk der Misfits, entwickelte die Band bald einen eigenen Stil, der sich im Laufe der Jahre prägend auf das Genre und jüngere Gruppen auswirkte. Da Byrd die Band aus familiären Gründen verließ und es Matthews mit wechselnden Musikern zunehmend schwierig fiel, die Band am Leben zu halten, wurde Blitzkid 2012 zu Grabe getragen. Das letzte Blitzkid-Konzert fand innerhalb der Return to the Living-Tour am 10. November 2012 in Düsseldorf statt.

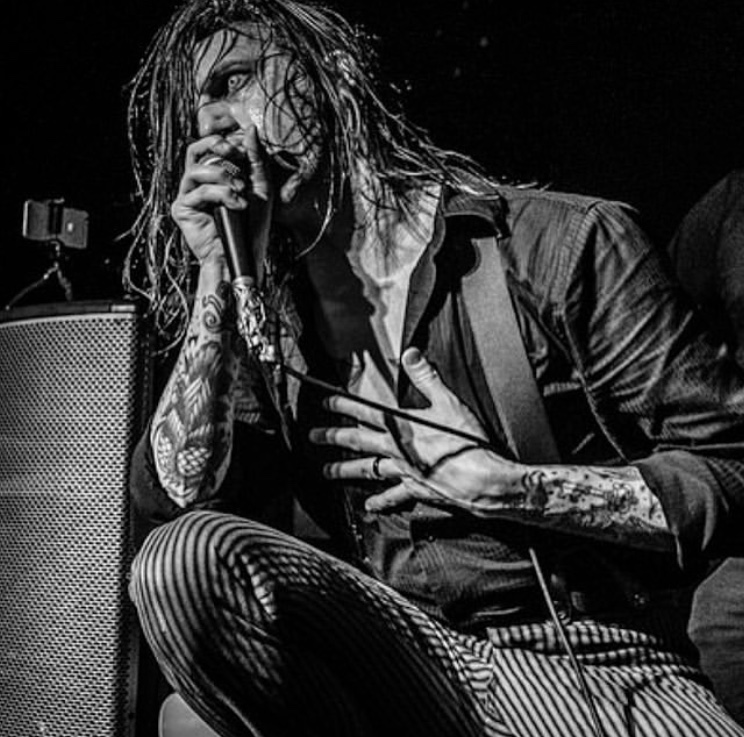
Argyle Goolsby and The Roving Midnight (Live in Frostburg, 2018)

Als erste Soloveröffentlichung erschien 2012 die EP A Dream Not Quite Remembered. Das Ox-Fanzine lobt die „mal balladesken, mal harschen Songs im Midtempo, die einem die Tränen ins blutunterlaufene Auge schießen lassen“ als „gutes Stück, ein sehr gutes“. Auch bei der 2013 erschienenen Nachfolge-EP Under The Witness Stars werden dort „große Melodien, schnelle Riffs und morbide Romantik“ gelobt. Nach diesen Soloveröffentlichen trat Argyle Goolsby 2013 der Gruppe Silent Horror bei und sang für diese das gleichnamige Debütalbum ein. Doch Anfang 2015 verließ er die Gruppe bereits wieder im Streit. 2015 veröffentlichte Goolsby das Album Saturnalia Of The Accursed, das vom Ox-Fanzine erneut als „wunderbare Musik“ ein positives Echo erfährt. Die US-amerikanische Zeitschrift Rue Morgue, das weltweit auflagenstärkste Horrormagazin, hebt besonders den Gesang hervor, sowie die Mischung aus Melodie und Aggression und dass „Sterben selten so süß klang“.
Lyrische und ästhetische Einflüsse ergeben sich für Goolsby vor allem aus der Kryptozoologie, Gespenstergeschichten und Mythen, auch aus seiner Heimat, den Appalachen, klassischen Horror-B-Movies, Deutschem Expressionismus, der Stummfilm-Ära und dem Gilded Age. Doch anders als viele Genrebands, erscheint es Goolsby wichtig, nicht einfach nur Horrorthemen aus Film und Literatur zu besingen, sondern dass seine Texte auch „emotionales Rückgrat“ besitzen. Horrorthemen nutzt er so auch als Metaphern, um persönliche Erfahrungen zu beschreiben. Horror gilt ihm nicht bloß als künstlerisches Mittel und zur Inspiration, sondern als Lebensstil, da sich in diesem viele allgemeingültige Thesen und Wahrheiten befänden: „Genauer betrachtet sind viele der Monster nicht wirklich die Monster. Es ist der Mensch, der das Monster ist. So sind viele Horrorfilme in gewisser Weise soziale Kommentare, also eine wirklich schöne Mischung aus Metapher und Menschlichkeit und das ist es, was ich am meisten mag. Ich mag die Dualität des Menschen, du kannst ein Monster sein und du kannst ein Mensch sein.“
Mit seiner Begleitband The Roving Midnight trat Argyle Goolsby 2016 erstmals beim Summer-Breeze-Festival in Dinkelsbühl, sowie dem Wave-Gotik-Treffen in Leipzig auf, die er Jahre zuvor auch schon mit Blitzkid bespielte. Im März 2018 gab Goolsby seinen Beitritt als Bassist zur Band von Michale Graves bekannt. Ebenfalls 2018 erschien das Akustikalbum Hollow Bodies. 2020 veröffentlichte Argyle Goolsby eine Neuausgabe des Horrorfilmklassikers Nosferatu – Eine Symphonie des Grauens mit eigener Filmmusik.

## Instrumente
Goolsby nutzt überwiegend das Aerodyne Bass von Fender und das M80-Mikrophon von Telefunken, seit 2017 zudem das Elvis 55-Mikrophon von Erickson Labs. Er entwarf allerdings auch einen eigenen Bass mit dem Namen „The Haxxan“, in Anlehnung an den Horrorklassiker Hexen von 1922, sowie einen Mikrophon-Ständer, der auf der Bühne die Illusion des Schwebens erzeugt.

## Privates
Steve Matthews wurde in der Kleinstadt Bluefield in West Virginia geboren, einer Bergbaustadt, wo er bis heute lebt und auch einen Tattoo-Shop betreibt. Sein Bruder verunglückte tödlich in einem Bergwerk und auch sein Vater entging diesem Schicksal nur knapp. Diese Ereignisse dienten ihm als Ansporn für seine Musikerkarriere und ein besseres Leben, da er nicht als Bergmann oder beim Militär enden wollte, wie es in der strukturschwachen Region bei allzu vielen der Fall sei. Als ordinierter Pfarrer darf er auch Hochzeitszeremonien durchführen. Mit A Corpse with No Name leitet er sein eigenes Plattenunternehmen mit Vertrieb, mit Sitz in New Milford, Connecticut. Am 21. Oktober 2017 heiratete Mattews seine langjährige Freundin Jordan Paoletta. Vermählt wurden sie dabei von Victoria Price, der Tochter von Horror-Legende Vincent Price, im „Witch's Dungeon Classic Movie Museum“ in Bristol.

## Diskografie

### Mit Blitzkid

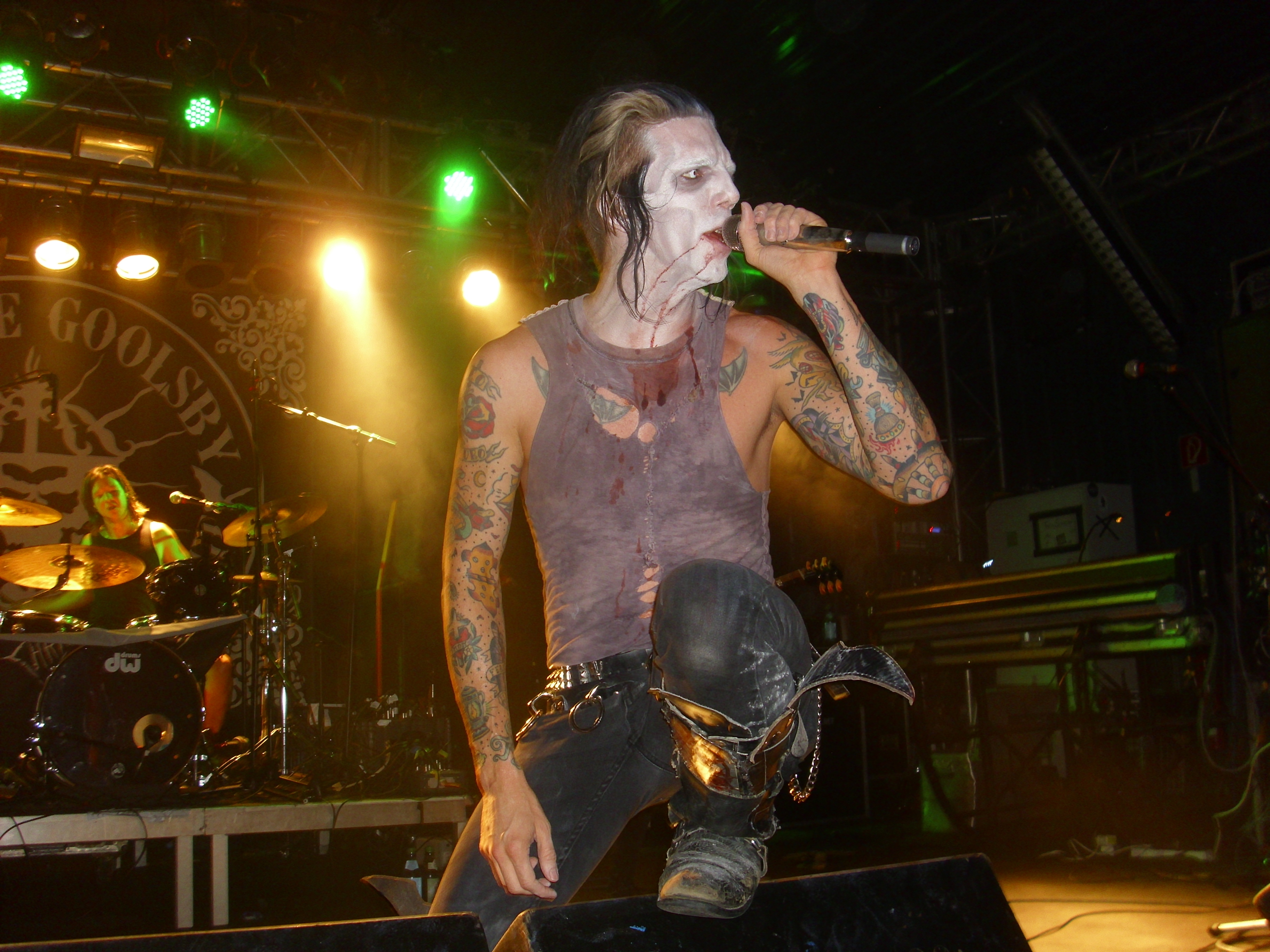
Argyle Goolsby and The Roving Midnight (Live in München, 2015)

- siehe Blitzkid#Diskografie

### Mit Mister Monster
- 2003: Deep Dark (EP)

### Mit 1476
- 2008: A Wolf's Age

### Mit Silent Horror

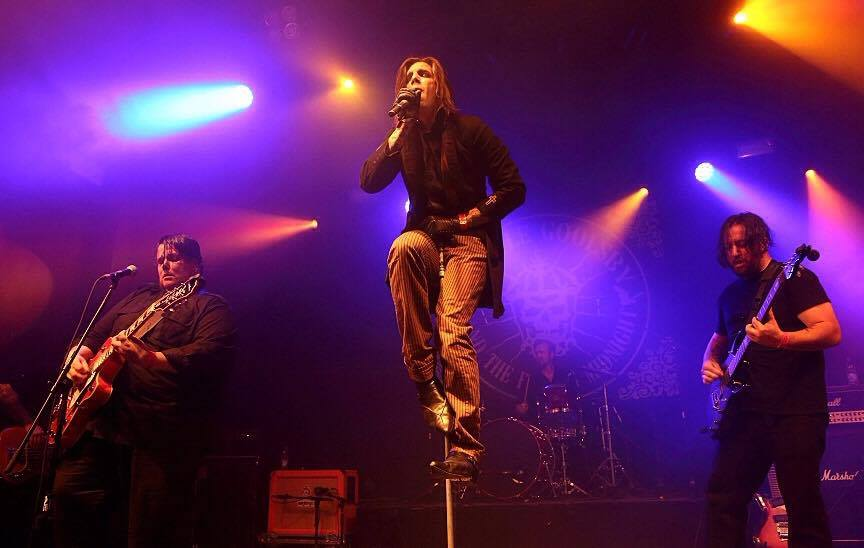
Argyle Goolsby and The Roving Midnight (Live beim WGT, 2016)

- 2014: Silent Horror (CD/LP)

### Als Argyle Goolsby
Alben

- 2015: Saturnalia Of The Accursed (CD/LP, 2018 als Remaster)
- 2017: Darken Your Doorstep (CD/LP)
- 2018: Hollow Bodies (Akustikalbum, CD/LP)
- 2020: Nosferatu (CD/DVD)
- 2022: Eternalive! (Live-Album, Download)

EPs

- 2012: A Dream Not Quite Remembered (CD/LP)
- 2013: Under The Witness Stars (CD/LP)
- 2013: The Wild And Woeful West Virginia (Split-7"-LP mit The Big Bad)

Singles

- 2015: Baskerville (5"-LP-Single)
- 2015: Thickets (Download-Single)
- 2015: Your Enemy's Best Friend (Download-Single)
- 2018: Save Me Tonight (Digital)
- 2018: Mary and the Storm (Digital)

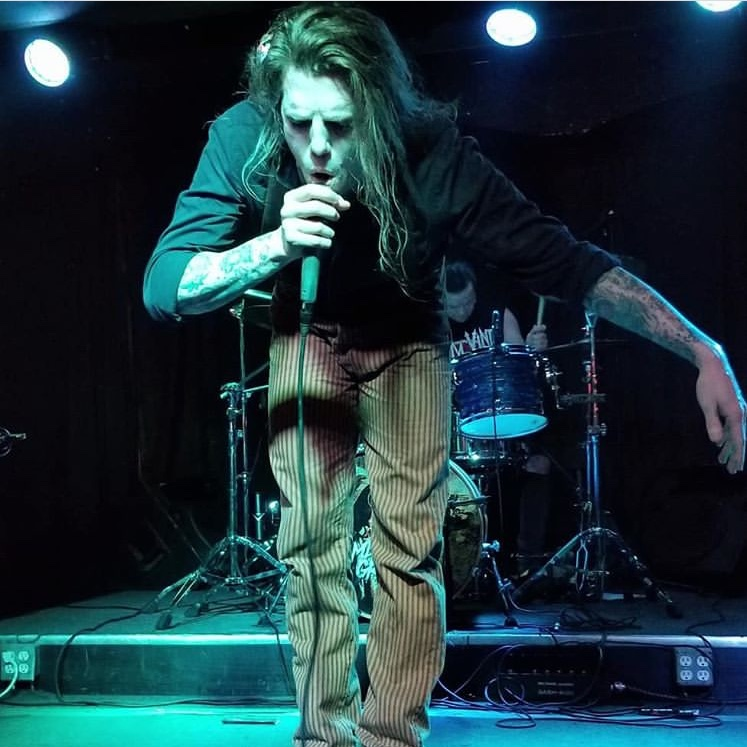
Argyle Goolsby (Live in Tampa, 2018)

### Gastauftritte
- 2003: Dr. Chud's X-ward (Diagnosis for Death, Bass)
- 2006: The Cryptkeeper Five (Rise of Palace of Depression, Gesang)
- 2007: Serpenteens (Destroy Your World, Gesang)
- 2008: The Spook, (Let There Be Dark, Gesang)
- 2008: The Crimson Ghosts (Dead Eyes Can See, Gesang)
- 2010: Aaron Omen (Beyond Villainous, Gesang)
- 2010: The Crimson Ghosts (Generation Gore, Gesang)
- 2011: The Cryptkeeper Five (The Unbeatable Cry, Gesang)
- 2014: Zombina and the Skeletones (Love Is Strange, Gesang)
- 2014: The Big Bad (The Big Bad, Gesang)
- 2015: Pyogenesis (A Century in the Curse Of Time, Gesang)
- 2015: The Fright (Rising Beyond, Gesang)
- 2016: Bloodsucking Zombies from Outer Space (Bloody Unholy Christmas, Gesang)
- 2018: The Crimson Ghosts (Yet Not Human, Gesang)
- 2021: Grand Horror (I Want You, Gesang)

### Musikvideos
- 2016: Washer at the Ford - Live in Berlin
- 2017: In Votive Light
- 2017: Ghost Light Waltz
- 2017: Mister Babadook
- 2018: The Uninvited

## Filmografie
- 2009: Blitzkid - Death by Jersey (Live-DVD)
- 2010: Gorgeous Frankenstein - You Must See It To Believe It! (DVD)
- 2011: Living the American Nightmare (Dokumentation)

## Bücher
- Crypt Flesh Tattoo Book (Eigenvertrieb)